# Spectrocnera anguliceps
Spectrocnera anguliceps is een keversoort uit de familie zwartlijven (Tenebrionidae). De wetenschappelijke naam van de soort is voor het eerst geldig gepubliceerd in 1981 door E. Kwieton.